# Prača
Die Prača (serbisch-kyrillisch Прача) ist ein linker Nebenfluss der Drina in Bosnien und Herzegowina. Sie entspringt beim Dorf Vrhprača (Gemeinde Pale) am Nordabhang des Jahorina-Gebirges etwa 20 km südöstlich von Sarajevo. In Ustiprača mündet der Fluss nach 61 km in die Drina.

## Lauf
Die Quelle der Prača befindet sich unterhalb des Berges Paloševina auf 1540 m ü. NN im Nationalpark Jahorina. Auf den ersten 10 km teilt das Prača-Tal die Gebirgszüge der Jahorina sowie der Ravna planina. In Podgrab unterhalb des 1050 m hohen Vitez-Passes nimmt die Prača Zuflüsse aus westlicher Richtung und aus dem nördlich gelegenen Romanija-Gebirge auf. Sie verläuft fortan durchweg in östlicher Richtung durch eine tiefe, enge Schlucht zwischen Jahorina und Romanija und durchquert die Gemeinde Pale-Prača des Kantons Bosnisches Podrinje mit ihrem Hauptort Prača. Im Bosnienkrieg war die Schlucht als einziger Verkehrskorridor durch die unzugängliche und dünn besiedelte Gebirgslandschaft östlich von Sarajevo hart umkämpft. Noch heute sind größere Teile der Hänge oberhalb der Schlucht vermint; die meisten Siedlungen im Tal sind schwer beschädigt.
Südlich von Rogatica fließt die von Norden kommende Rakitnica der Prača zu. Auf den letzten 11 km verläuft zusätzlich die Magistralstraße 19 (Sarajevo-Rogatica-Višegrad) durch das Prača-Tal. In Ustiprača mündet der Fluss in die hier durch die Višegrader Talsperre angestaute Drina.

## Verkehr
Die Prača-Schlucht bildet den wichtigsten Verkehrskorridor von Sarajevo nach Višegrad. Dieser wurde in der Vergangenheit für die Streckenführung der Bosnischen Ostbahn und der Magistralstraße 5 genutzt. Erstere wurde jedoch Ende der 1970er Jahre stillgelegt; zweitere verläuft östlich vom Ort Prača auf der ehemaligen Bahnstrecke und ist noch nicht ausgebaut.